# Tadese Tola
Tadese Tola, né le 31 octobre 1987 à Addis-Abeba, est un athlète éthiopien spécialiste des courses de fond.

## Carrière
Le 11 avril 2010, Tadese Tola remporte le Marathon de Paris en 2 h 06 s 37, améliorant son record personnel sur la distance de près de neuf minutes. Il devance de près de trente secondes les Kényans Aldred Kering et William Kipsang.

## Palmarès
| Date | Compétition           | Lieu     | Résultat | Épreuve  | Temps           |
| ---- | --------------------- | -------- | -------- | -------- | --------------- |
| 2010 | Marathon de Paris     | Paris    | 1er      | Marathon | 2 h 6 min 41 s  |
| 2013 | Championnats du monde | Moscou   | 3e       | Marathon | 2 h 10 min 23 s |
| 2014 | Marathon de Varsovie  | Varsovie | 1er      | Marathon | 2 h 6 min 55 s  |
| 2014 | Marathon de Tokyo     | Tokyo    | 2e       | Marathon | 2 h 5 min 57 s  |

- 9e du Marathon de Chicago 2009 (2 h 15 min 48 s)
- 2e du Marathon de Paris 2013 (2 h 06 min 33 s)

## Records personnels
- 5 000 m - 13 min 52 s 05 (2006)
- 10 000 m - 28 min 15 s 16 (2006)
- Semi-marathon de Paris - 59 min 49 min (2010)
- Marathon de Paris - 2 h 06 min 41 s (2010)